# 黄献 (清朝)
黄献，福建莆田人，是一名清朝政治人物。举人出身。
黄献曾于1729年接替萧廷瑞任娄县知县一职，1730年由沈维垣接任。